# Gisela von der Aue
Gisela von der Aue (* 10. Juli 1949 in Westre) ist eine deutsche Politikerin (SPD). Sie war von 1998 bis 2006 Präsidentin des Landesrechnungshofs Brandenburg und im Anschluss bis 2011 Senatorin für Justiz in Berlin.

## Leben
Gisela von der Aue studierte von 1968 bis 1975 Jura an der Freien Universität Berlin. 1968 trat sie der SPD bei. Nach dem zweiten Staatsexamen 1978 arbeitete sie zunächst als Rechtsanwältin. 1979 trat sie in den öffentlichen Dienst des Landes Berlin ein. Nach mehreren Stationen in verschiedenen Senatsverwaltungen wechselte sie in die Verwaltung des Abgeordnetenhauses von Berlin, die sie 1994 verließ, um in den öffentlichen Dienst des Landes Brandenburg einzutreten. Dort war sie zunächst als wissenschaftliche Referentin der SPD-Landtagsfraktion Brandenburg in den Bereichen Innen-, Kommunal- und Rechtspolitik tätig.
Vom 28. Juni 2012 bis zum 18. Juni 2014 war sie Mitglied im Aufsichtsrat der GSW Immobilien.
Von der Aue ist verheiratet und hat drei Kinder.

## Leistungen
1996 wählte der Landtag Brandenburgs von der Aue zum Mitglied des Landesrechnungshofes, bei dem sie zunächst eine Prüfungsabteilung leitete. 1998 wurde sie zur Präsidentin des Landesrechnungshofes bestimmt.
Am 23. November 2006 ernannte sie der Regierende Bürgermeister von Berlin Wowereit zur Senatorin für Justiz (Senat Wowereit III). Mit dem Amtsantritt des rot-schwarzen Senats im Dezember 2011 schied sie aus dem Amt.
Funktion der Justizsenatorin
In den Kompetenzbereich der Länder fällt gemäß dem Grundgesetz der Bereich der Justiz. Die Bereitstellung einer leistungsfähigen Justiz und die damit verbundenen verwaltungstechnischen Aufgaben sind damit Sache der Länder. In Berlin ist hierfür die Senatsverwaltung für Justiz zuständig. In den Zuständigkeitsbereich der Senatsverwaltung für Justiz als oberste Justizbehörde fallen Personal- und Verwaltungsaufgaben auf dem Gebiet der Rechtsprechung, der Strafverfolgung und der Strafvollstreckung. Die Senatsverwaltung für Justiz unterstand von 2006 bis 2011 von der Aue als Senatorin für Justiz. Ihr Staatssekretär war von 2007 bis 2011 Hasso Lieber.
Politische Auseinandersetzungen
Drei Monate nach ihrem Amtsantritt als Justizsenatorin setzte von der Aue als Antwort auf die Medikamentenaffäre eine Untersuchungskommission ein. In der Haftanstalt Moabit sollen Angestellte der Vollzugsanstalt jahrelang Medikamente von Inhaftierten unterschlagen haben. Die Staatsanwaltschaft nahm die Ermittlung in fünf Fällen auf. In dem inzwischen ergangenen Urteil wurden die Angeklagten zu Geld- und Bewährungsstrafen verurteilt.
Kritiker bemängelten, dass die Justizsenatorin Mängel nicht beseitige, da mit den neuen Verwaltungsvorschriften zur Arzneimittelversorgung eine unmittelbare Lagerung in den JVAs nicht erfasst werden. Neueste Entwicklung im Verlauf dieses Vorganges ist: Am Rande der Abgeordnetensitzung vom 24. April 2008 gab Justizsenatorin von der Aue bekannt, dass die Medikamentenbestellung in den Berliner Justizvollzugsanstalten nun neu geregelt ist (3). Zu den neuen Regelungen gehört unter anderem, dass die Bestellungen der Medikamente nun zentral erfolgen, auf das Bestellverfahren ein Sechs-Augen-Prinzip angewendet wird und keine Lagerung der Medikamente erforderlich ist. Eine Stellungnahme zu den Inhaftierten, die durch den Rechtsmissbrauch der Angestellten der JVA ihre Medikamente nicht erhalten hatten, gab von der Aue nicht ab.
In Kritik geriet von der Aue im Juni 2007, weil sie beim Bedarf für die Justizvollzugsanstalt Heidering nicht rechtzeitig bekannt gegeben habe, dass die Größe der Zellen auf 10 m² reduziert wurde. Von der Aue wies diese Vorwürfe zurück mit dem Hinweis, dass der Rechtsausschuss rechtzeitig von den Maßnahmen in Kenntnis gesetzt worden sei.
Zu den neueren Änderungen unter Führung von der Aues gehört die Ausweitung des von der Richterin Kirsten Heisig entwickelten Neuköllner Modells. Dabei handelt es sich um die verstärkte Anwendung des vereinfachten Jugendverfahrens, das nun auch auf den Großbezirk Friedrichshain-Kreuzberg ausgeweitet werden soll. In einem Artikel des Tagesspiegels heißt es dazu, dass es durchschnittlich vier Monate in Berlin von der Ergreifung eines Täters bis zu einer Verurteilung dauere. Ziel des Neuköllner Modells ist ein pädagogischer Effekt durch die schnelle Verurteilung und damit straffälligen Jugendlichen Grenzen zu setzen, indem unter Umständen eine schnelle Inhaftierung erfolgt. Das Neuköllner Modell ist für Jugendliche gedacht, die durch kleinere Delikte mit klarer Beweislage wie Sachbeschädigung, Ladendiebstahl, einfache Körperverletzung und Verkehrsstraftaten auffielen. Wird ein Jugendlicher aufgegriffen, dann soll der Polizeiabschnitt die Akte per Boten zum Staatsanwalt schicken und dieser sie zum zuständigen Jugendrichter, der schnell einen Prozess ansetzt. Der Jugendrichter kann dann Weisungen erteilen oder Jugendarrest bis zu vier Wochen verhängen.
Die Justizsenatorin regte eine Änderung im gesetzlichen Bereich des Jugendstrafvollzuges an. Mit dem Gesetz wurde der Vorgabe des Bundesverfassungsgerichts Rechnung getragen, für den Jugendstrafvollzug gesetzliche Grundlagen zu schaffen, die auf die besonderen Anforderungen des Vollzuges von Strafen an Jugendlichen zugeschnitten sind.
Kernpunkte sind unter anderem die erzieherische Ausgestaltung des Vollzugs, die Entlassungsvorbereitung und die bessere Verzahnung der Anstalt mit außervollzuglichen Einrichtungen.
Wie von der Aue sich dazu selbst äußerte, wurden darüber hinaus Regelungen getroffen, die das Ziel der Resozialisierung besser ausgestalten.
Gegen eine Verschärfung des Jugendstrafrechtes sprach sich von der Aue entschieden aus. Nach einem Übergriff von zwei Jugendlichen auf einen alten Mann in einer Münchener U-Bahn wurde in den Medien breit berichtet und in der Politik wurden starke Forderungen nach einer Verschärfung des Jugendstrafrechts laut. Die Befürworter der Verschärfung des Jugendstrafrechts forderten unter anderem die Herabsetzung der Strafmündigkeitsgrenze sowie die Möglichkeit härtere Strafen gegen Jugendliche verhängen zu können. Anfang 2008 wurde der für jugendliche Intensivtäter zuständige Oberstaatsanwalt Roman Reusch in einen anderen Bereich versetzt, nachdem er öffentlich einen härteren Umgang insbesondere mit ausländischen Intensivtätern forderte.

## Wahrnehmung in der Öffentlichkeit
In ihrer Funktion als Präsidentin des Rechnungshofes Brandenburg war von der Aue nicht unumstritten. Ihren Vize, den CDU-Mann Arnulf Hülsmann, brachte sie wegen falscher Spesenabrechnungen vor Gericht und suspendierte ihn. Das Potsdamer Landgericht sprach Hülsmann zunächst frei, das Urteil wurde aber vom Bundesgerichtshof wieder aufgehoben.
Brandenburgs Landtagspräsident Gunter Fritsch (SPD) äußerte sich 2005 dahingehend: „Es droht die Gefahr, dass der Hof nicht mehr funktioniert und ernst genommen wird“. Im erneuten Prozess vor dem Landgericht Potsdam im Jahr 2009 sahen die Richter die Schuld als erwiesen an und verurteilten Hülsmann wegen Betruges in neun Fällen zu einer Geldstrafe.
Nachdem sich im November 2006 ein 37 Jahre alter Untersuchungsgefangener in der Berliner (Untersuchungs-)Haftanstalt der JVA-Moabit erhängte, veranlasste die SPD Justizsenatorin Gisela von der Aue per Dienstanweisung, dass Selbsttötungen in den Haftanstalten Berlins nicht mehr veröffentlicht werden sollen. Viele politische Initiativen und Tageszeitungen kritisierten diese Maßnahme. Nach dem drastischen Anstieg der Toten in Haft solle ihrer Auffassung nach mit dieser Informationspolitik die miserablen Verhältnisse in den Haftanstalten verschleiert werden. Anfang Dezember wurde ebenfalls angemerkt, dass die JVA-Moabit die Häftlinge zum Teil verfassungswidrig unterbringt. Die Gefängnisleitung und auch die Justizsenatorin wiesen den Vorwurf zurück, dass jeder Suizid im Gefängnis unmittelbar mit dem erheblichen Druck zusammenhänge, dem die Inhaftierten ununterbrochen ausgesetzt seien.
Am 9. Februar 2007 entließ sie ihren Staatssekretär Christoph Flügge. Diese Personalmaßnahme stieß parteiübergreifend auf Unverständnis, da Flügge als ein versierter Justizexperte gilt. Als Begründung gibt von der Aue ein Fehlverhalten Flügges im Rahmen eines mutmaßlichen Skandals in einer Haftanstalt an („Medikamentenaffäre“). Zum Zeitpunkt der Entlassung gab es aber weder eine Untersuchung zu diesem mutmaßlichen Skandal noch eine Anklage gegen Vollzugsbedienstete.
In der Öffentlichkeit musste sich die Justizsenatorin also öfters harscher Kritik stellen, wie schon ihre Vorgängerin, die damalige Justizsenatorin Karin Schubert. Meist wegen Problemen im Bereich des Strafvollzuges wie Gefängnisausbrüche, Drogenhandel und Suizide in Justizvollzugsanstalten. Das verwundert nicht, da die Probleme im Bereich des Strafvollzuges lange Zeit die gleichen waren: Überbelegung, Personal- und Sachmangel und Stau von Verfahren an den Gerichten. Erste Stelle, Kritik an diesen Problemen zu äußern, ist dann das Justizministerium. So ist es auch nicht verwunderlich, dass die Vorgängerin der Justizsenatorin von der Aues, Karin Schubert, mit Stolz äußerte, dass sie es schaffte, ihr Amt als Justizsenatorin fast fünf Jahre auszuüben und damit deutlich länger als ihre Vorgänger. Von der Aue konnte die Amtszeit ihrer Vorgängerin sogar noch um einige Monate übertreffen und ist somit die Justizsenatorin mit der längsten Amtszeit seit der Wiedervereinigung der Stadt. Themen wie Haftentschädigung und Opposition zum BKA-Gesetz haben ihr vor allem auf Seiten von Bürgerrechtlern und Rechtsanwälten inzwischen öffentlich viele Befürworter gebracht. Bundespolitisch wollte sie die Reform des § 522 ZPO verhindern.